# Cztery wesela i pogrzeb
Cztery wesela i pogrzeb (ang. Four Weddings and a Funeral) – brytyjska komedia romantyczna z 1994 roku w reżyserii Mike’a Newella, zrealizowana według scenariusza Richarda Curtisa.
Pierwszy film z serii komedii romantycznych duetu Richard Curtis – Hugh Grant. Obraz zdobył 23 różne nagrody filmowe i stał się najbardziej kasowym brytyjskim filmem w historii.
Ścieżka dźwiękowa wykreowała przebój grupy Wet Wet Wet Love Is All Around, który został strawestowany później w innym filmie duetu Curtis – Grant pt. To właśnie miłość (2003) jako Christmas Is All Around.

## Produkcja
Zdjęcia do filmu kręcono na obszarze Londynu i okolicznych hrabstw. Do lokalizacji wykorzystanych przez filmowców należały:
- Londyn (m.in. South Bank; Covent Garden; kaplica Old Royal Naval College w Greenwich - miejsce drugiego ślubu; kościół St Bartholomew-the-Great(inne języki) w Smithfield - miejsce ślubu nr 4);
- Bedfordshire (rezydencja Luton Hoo pod Luton);
- Buckinghamshire (Amersham);
- Essex (kościół św. Klemensa w West Thurrock - miejsce pogrzebu Garetha);
- Hampshire (Rotherfield Park);
- Hertfordshire (przyjęcie z owcą w Goldington's);
- Surrey (kościół św. Michała w wiosce Betchworth - miejsce pierwszego ślubu; Albury Park - miejsce trzeciego ślubu)[1].

## Obsada
- Hugh Grant jako Charles
- Andie MacDowell jako Carrie
- Kristin Scott Thomas jako Fiona
- Charlotte Coleman jako Scarlett
- John Hannah jako Matthew
- James Fleet jako Tom
- Simon Callow jako Gareth
- David Bower jako David
- Rowan Atkinson jako ojciec Gerald
- Anna Chancellor jako Henrietta
- David Haig jako Bernard
- Sophie Thompson jako Lydia
- Rupert Vansittart jako George
- Sara Crowe jako Laura
- Simon Kunz jako John
- Corin Redgrave jako Hamish